# Agustín Cuzzani

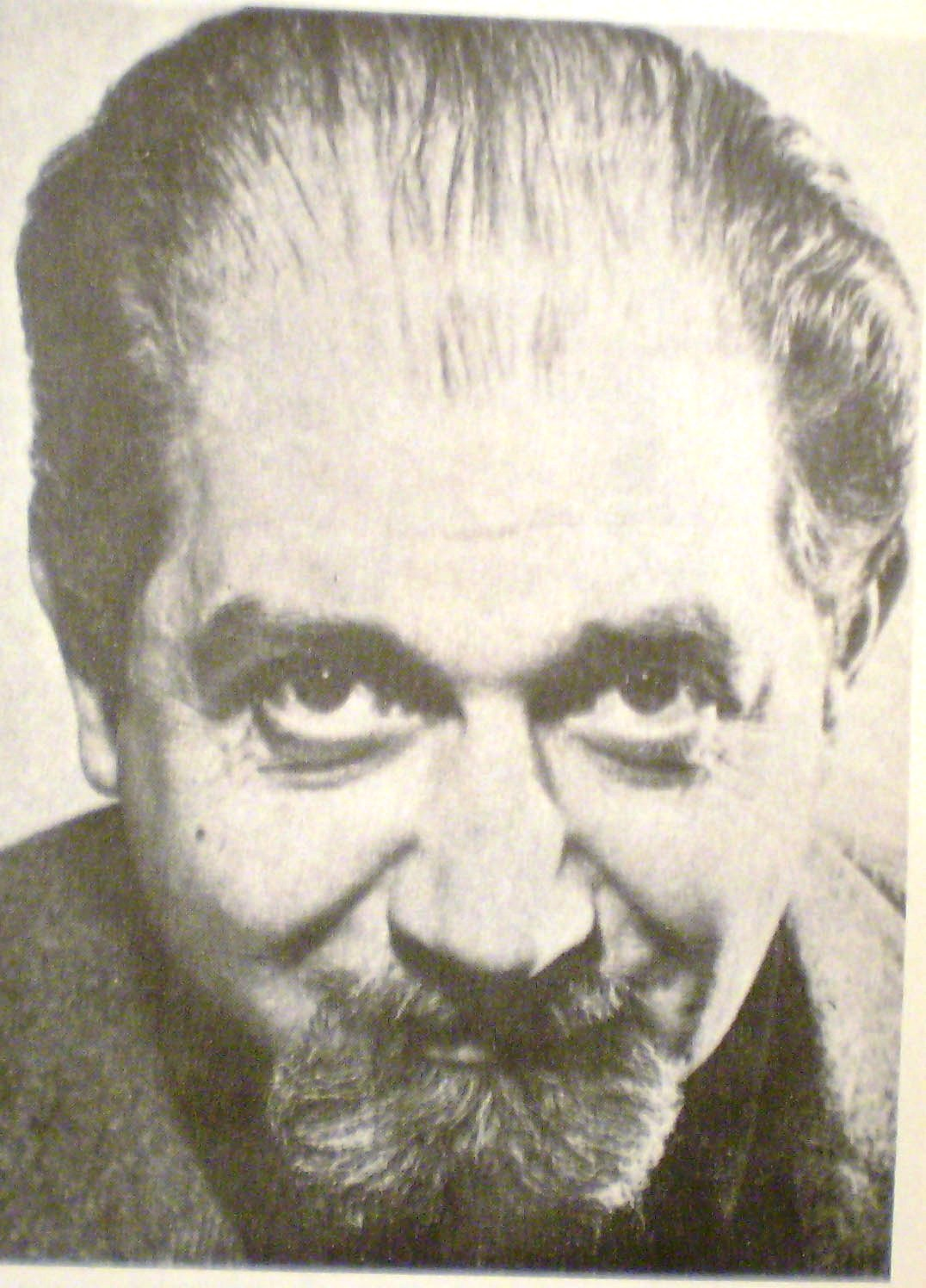
Agustín Cuzzani

Agustín Cuzzani (* 28. August 1924 in Buenos Aires; † 25. Dezember 1987 in Los Cocos, Departamento Punilla, Provinz Córdoba) war ein argentinischer Rechtsanwalt und Schriftsteller.

## Leben
Nach der Schulzeit in seiner Heimatstadt begann Cuzzani u. a. Jura an der Universidad de Buenos Aires (UBA) zu studieren. Nach erfolgreichem Abschluss wurde er als Rechtsanwalt in seiner Heimatstadt zugelassen. Neben seinem Beruf war das Theater ein Schwerpunkt seines Lebens und er war maßgeblich an der Gründung mehrerer „freier und unabhängiger“ Theater („Teatro Fray Mocho“, „Los Independientes“, „La Máscara“) beteiligt.
Für diese Theater schrieb Cuzzani auch Grotesken und Satiren und brachte diese Stücke auch mit auf die Bühne. Mit diesen farsátiras begründete er auch seinen Namen als Dramatiker. Sein Debüt absolvierte er 1954 sehr erfolgreich mit Una libry de carne, welches er stark an William Shakespeares Kaufmann von Venedig angelehnt hatte.
Agustín Cuzzani starb im Alter von 63 Jahren am 25. Dezember 1987 in Los Cocos und fand dort auch seine letzte Ruhestätte.

## Werke (Auswahl)
Prosa
- Mundos absurdos. 1942.
- Lluvia para Yosia. 1950.
- Las puertas del verano. 1956.

Theaterstücke
- Dalilah. 1952.
- Una libra de carne. 1954.
- El centroforward murió al amanecer. 1955.
- Los indios estaban cabreros. 1958.
- Sempronio. 1962.
- Para que se cumplan las escrituras. 1965.
- Pitagoras, go home. 1984.
- Lo cortés no quita lo caliente. 1985.

Werkausgabe
- Teatro Completo. 1988.